# Championnat de Malte de football 1917-1918
Navigation
Saison précédente Saison suivante
La saison 1917-1918 de First Division Maltaise est la septième édition de la première division maltaise.
Lors de cette saison, le St. George's FC a tenté de conserver son titre de champion face aux sept meilleurs clubs maltais lors d'une série de matchs se déroulant sur toute l'année.
Les huit clubs participants au championnat ont été confrontés une fois aux sept autres.
C'est le Hamrun Spartans qui a été sacré champion de Malte pour la deuxième fois.

## Les huit clubs participants
| Club                | Stade            | Capacité | Ville      |
| ------------------- | ---------------- | -------- | ---------- |
| Cottonera FC        | -                | -        | Vittoriosa |
| Floriana Liberty    | -                | -        | Floriana   |
| Floriana FC         | -                | -        | Floriana   |
| Hamrun Spartans     | Victor Tedesco   | 6 000    | Hamrun     |
| Paola Rovers        | -                | -        | Paola      |
| Sliema Wanderers FC | Guze Fava Ground | 4 000    | Sliema     |
| St. George's FC     | -                | -        | Bormla     |
| Valletta United     | -                | -        | La Valette |

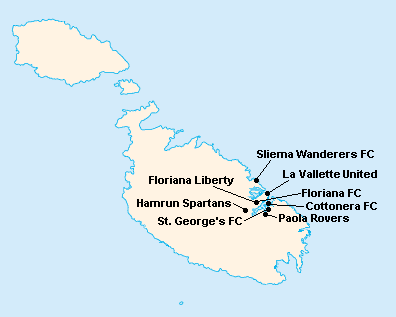
Localisation des clubs engagés dans le championnat.

L'île de Malte étant relativement petite, les clubs évoluent tous au stade National Ta'Qali (17 400 places). Certains cependant ont leur propre enceinte qu'ils peuvent éventuellement utiliser.

## Compétition

### Classement
| Rang | Équipe              | Pts | J | G | N | P | Bp | Bc | Diff |
| ---- | ------------------- | --- | - | - | - | - | -- | -- | ---- |
| 1    | Hamrun Spartans     | 12  | 7 | 5 | 2 | 0 | 22 | 3  | +19  |
| 2    | St. George's FC (T) | 12  | 7 | 6 | 0 | 1 | 17 | 7  | +10  |
| 3    | Sliema Wanderers FC | 11  | 7 | 5 | 1 | 1 | 15 | 3  | +12  |
| 4    | Valletta United     | 7   | 7 | 3 | 1 | 3 | 14 | 9  | +5   |
| 5    | Floriana FC (P)     | 7   | 7 | 2 | 3 | 2 | 11 | 6  | +5   |
| 6    | Paola Rovers (P)    | 4   | 7 | 1 | 2 | 4 | 5  | 11 | -6   |
| 7    | Cottonera FC (P)    | 3   | 7 | 1 | 1 | 5 | 4  | 19 | -15  |
| 8    | Floriana Liberty    | 0   | 7 | 0 | 0 | 7 | 5  | 35 | -30  |

| Légende : Qualifications et relégations | Légende : Qualifications et relégations                  |
| --------------------------------------- | -------------------------------------------------------- |
|                                         | Relégation en Second Division Maltaise                   |
|                                         | (T) : Tenant du titre 1916-1917 (P) : Promu en 1916-1917 |

## Bilan de la saison
| Tableau d'Honneur       |                 |
| Compétition             | Vainqueur       |
| First Division Maltaise | Hamrun Spartans |

| Promotions et relégations            |                                                                        |
| Relégués en Second Division Maltaise | Valletta United Floriana FC Paola Rovers Cottonera FC Floriana Liberty |
| Promus de Second Division Maltaise   | King's Own Malta Regiment Malta Army                                   |